# Cogorno
Cogorno – miejscowość i gmina we Włoszech, w regionie Liguria, w prowincji Genua.
Według danych na rok 2004 gminę zamieszkiwały 5292 osoby, 588 os./km².